# Piis fidelium
Piis fidelium ist eine päpstliche Bulle von Papst Alexander VI., sie datiert vom 25. Juni 1493 und gehört in die Reihe der Bullen, die der Papst aus Anlass der Entdeckung der Neuen Welt erlassen hatte. 

## Missionsauftrag
Mit dieser Bulle erteilte Papst Alexander VI., der selbst  Spanier war, den spanischen  Königen die Macht die  Missionierung der Inseln und Länder in eigener Verantwortung zu leiten. In groben Zügen umschrieb er nochmals die entdeckten Ländereien, die den vorausgegangenen Bullen Dudum siquidem und  Inter caetera entsprachen. 
Mit dieser neuen Bulle gab er ein wichtiges Machtinstrument des  Heiligen Stuhls an Spanien ab. Der erteilte Missionsauftrag grenzt eindeutig die Versklavung der  Urbevölkerung aus. So schrieb er, „dass der rechtmäßige Glaube in den neuen Ländern und Inseln von den katholischen Königen überbracht werden solle und in der Folgezeit blühen möge und erhöht würde“. 